# Walnut Creek
Walnut Creek je město ve Spojených státech amerických. Nachází se v okrese Contra Costa County ve státě Kalifornie. Ve městě žije přibližně 70 tisíc obyvatel a jeho rozloha činí 51,2 km². Leží v San Francisco Bay Area, konkrétně v její části zvané East Bay asi 26 kilometrů východně od Oaklandu. Město sousedí s městy Clayton, Lafayette, Alamo, Pleasant Hill a Concord.
Bylo založeno roku 1849. Část města leží v San Ramon Valley. Městem prochází silnice California State Route 24. Leží v oblasti se středomořským podnebím.

## Rodáci
- Alice Greczyn (* 1986) – americká herečka
- Christy Turlington (* 1969)
- Kyle Gass (* 1960) – americký herec a hudebník
- Shoshannah Stern (* 1980) – americká neslyšící herečka
- Matteo Jorgenson (* 1999) – americký cyklista
- Katie Volynetsová (* 2001) – americká tenistka

## Partnerská města
- Siófok, Maďarsko